# Pinakátai
Pinakátai (Pinakates) är en ort i Grekland.   Den ligger i prefekturen Nomós Magnisías och regionen Thessalien, i den centrala delen av landet, 160 km norr om huvudstaden Aten. Pinakátai ligger 613 meter över havet och antalet invånare är 211.
Terrängen runt Pinakátai är varierad. Havet är nära Pinakátai åt sydväst.  Närmaste större samhälle är Volos, 15,6 km väster om Pinakátai. 